# HMS M26
«M26» (англ. HMS M26) — монітор типу M15 Королівського військово-морського флоту Великої Британії за часів Першої світової війни.

## Конструкція
Призначений для обстрілів берегових цілей, як основне озброєння «М26» отримав одну 9,2-дюймову гармату Mk X, яка зберігалася як запасна для крейсера типу «Едгар» HMS Edgar. Крім того, на моніторі встановили 76,2-мм гармату, а також 57-міліметрову зенітку. Корабель мав двигун потужністю 480 кінських сил кожен шведської фірми «Боліндерс». Екіпаж монітора складався з шістдесяти дев'яти офіцерів та матросів.

## Будівництво
«M26» замовили у березні 1915 року як частину Воєнної надзвичайної програми з будівництва кораблів. Монітор був закладений на верфі «Sir Raylton Dixon & Co. Ltd» у місті Говань у березні 1915 року, спущений на воду 24 серпня 1915 року та завершений в жовтні 1915 року.

## Перша світова війна
«M26» служив у Дуврському патрулі з листопада 1915 по грудень 1918 року. На початку 1916 року в «M26» було вилучено його основну 9,2-дюймову гармату, яка була недостатньо далекобійною, використавши її у сухопутній артилерії на Західному фронті. Замість неї встановили 6-дюймову (152-мм) гармату з пре-дредноута HMS Redoubtable. Пізніше її замінили потужнішою 7,5-дюймовою (190-міліметровою) гарматою BL 7.5-inch Mk III, призначеною як запасну для пре-дредноута HMS Swiftsure. Цей броненосець направили для виконання конвойних функцій, тож імовірність інтенсивного використання гармати, і, відповідно, появи потреби її замінити визнали невеликою.

## Цивільна служба
«M26» був проданий 29 січня 1920 року для цивільної служби як нафтовий танкер нідерландському філіалу кампанії «Англо-Саксон Петролеум» за 7500 фунтів і перейменований у «Doewa» (чисельник «два» малайською мовою). Певний час застосовувався для перевезення нафти з місця видобування на озері Маракайбо до переробного заводу на Кюрасао.